# 七緒香
七緒香（1975年5月30日—）前日本創作歌手，本名与艺名相同。出生于京都府。活动于1997年至2000年期间。

## 生平
1997年，于短期大学毕业后，加入ZAIN RECORDS，以松本孝弘作曲的《恋は舞い降りた》出道。1999年轉換至BMG JAPAN旗下的BERG廠牌（為Being系歌手專屬廠牌），发布《命の水》，转型为创作歌手。由小泽正澄编曲。2000年，发布最后的专辑《はじまりのうた》后中止活动。

## 作品

### 单曲
|     | リリース日     | タイトル         |                                                      |
| 1st | 1997年5月21日  | 恋は舞い降りた   | 作詞：七緒香 作曲：松本孝弘 編曲：松本孝弘・徳永暁人 |
| 2nd | 1997年8月20日  | いーんじゃない!! | 作詞：七緒香 作曲：松本孝弘 編曲：松本孝弘・徳永暁人 |
| 3rd | 1997年12月3日  | ミネラル         | 作詞：七緒香 作曲：松本孝弘 編曲：松本孝弘・徳永暁人 |
| 4th | 1999年10月21日 | 命の水           | 作詞・作曲：七緒香 編曲：小澤正澄                    |
| 5th | 2000年2月23日  | マルタナの丘     | 作詞・作曲：七緒香 編曲：小澤正澄                    |

### 专辑
1. 七音（1998年1月28日）
2. はじまりのうた（2000年3月23日）